# Babe Laufenberg
Brandon Hugh 'Babe' Laufenberg (Burbank, 5 dicembre 1959) è un ex giocatore di football americano statunitense che ha giocato nel ruolo di quarterback nella National Football League (NFL) e nella World League of American Football. Al college giocò a football all'Università dell'Indiana.

## Carriera professionistica
Laufenberg fu scelto dai Washington Redskins nel corso del sesto giro (168º assoluto) del Draft NFL 1983. Mentre la maggior parte delle gare della carriera da professionista le disputò con i Redskins e con gli Ohio Glory della World League of Football, partì come titolare nelle prime cinque gare della stagione 1988 dei San Diego Chargers, con un record di 2 vittorie e 3 sconfitte. Laufenberg disputò anche le ultime quattro gare della stagione 1990 dei Dallas Cowboys (0-1 come titolare), quando Troy Aikman si infortunò diverse volte.
Laufenberg iniziò la stagione come terzo quarterback nelle gerarchie della squadra ma superò in seguito Steve Walsh che fu scambiato con i New Orleans Saints.
Fu poi opzionato dalla World League of Football disputando un'ultima stagione nel 1992 con gli Ohio Glory dopo di che si ritirò dopo dieci stagioni da professionista. Successivamente divenne un cronista sportivo di successo per le radio e le televisioni di Dallas, venendo premiato per tre volte come miglior telecronista dello Stato del Texas.

## Vittorie e premi
Nessuno

## Statistiche
NFL
| Yard passate  | 1.691 |
| Touchdown     | 7     |
| Intercetti    | 17    |
| Passer rating | 49,5  |